# Terwijde
Terwijde is een Vinex-locatie in Utrecht, de hoofdstad van de Nederlandse provincie Utrecht. Dit nieuwbouwgebied ligt in de wijk Leidsche Rijn. Terwijde is administratief gesplitst in twee buurten, namelijk Terwijde-West met 4.943 en Terwijde-Oost met 3.665 inwoners op 1 januari 2018. Direct ten zuiden van Terwijde loopt de spoorlijn Utrecht Centraal-Woerden. De stoptreinen ('sprinters') die op deze lijn rijden doen het station Utrecht Terwijde aan. In het westen grenst Terwijde aan het dorp Vleuten, in het noordoosten aan een bedrijvengebied langs de autosnelweg A2 met de naam De Wetering.  
De eerste bewoners van Terwijde kwamen in juni 2003 aan. Sindsdien is het aantal woningen en daarmee het aantal inwoners snel gestegen.
Er zijn vijf basisscholen, te weten Ridderhof (prot.chr.), Waterrijk (openbaar), Hof ter Weijde (r.k.), Jazzsingel (r.k.) en Vrije School Utrecht (locatie Leidsche Rijn). In november 2014 werd het Winkelcentrum Terwijde geopend. Niet veel later verrees aan de oostgrens van Terwijde het Sint-Antoniusziekenhuis, vestiging Utrecht.
Terwijde is genoemd naar de boerderij Hof ter Weyde aan de Hof ter Weydeweg 30. Deze boerderij behoorde ooit toe aan de kloosterorde der Johannieters in Utrecht, die van hieruit een landerijencomplex van 123 hectare ontgonnen. De Johannieters gebruikten de opbrengsten voor de minderbedeelden en zieken in Utrecht. Het hoofdgebouw van deze boerderij zal gehandhaafd blijven en mogelijk worden opgenomen in het Winkelcentrum Terwijde.
Terwijde ligt relatief laag en mede daardoor zijn er grote waterpartijen. Een aanzienlijk deel van de bebouwing ligt op eilanden die door vijvers zijn omgeven. In het midden van Terwijde ligt een waterwingebied, dat aangelegd is als een stadspark, het Waterwinpark. Het pomphuis aan de rand van dit park is ontworpen door de architect John Bosch.

## Straten in Terwijde
De straten in Terwijde zijn vernoemd naar Europese componisten (Terwijde-West) en Amerikaanse musici (Terwijde-Oost).

## Fotogalerij

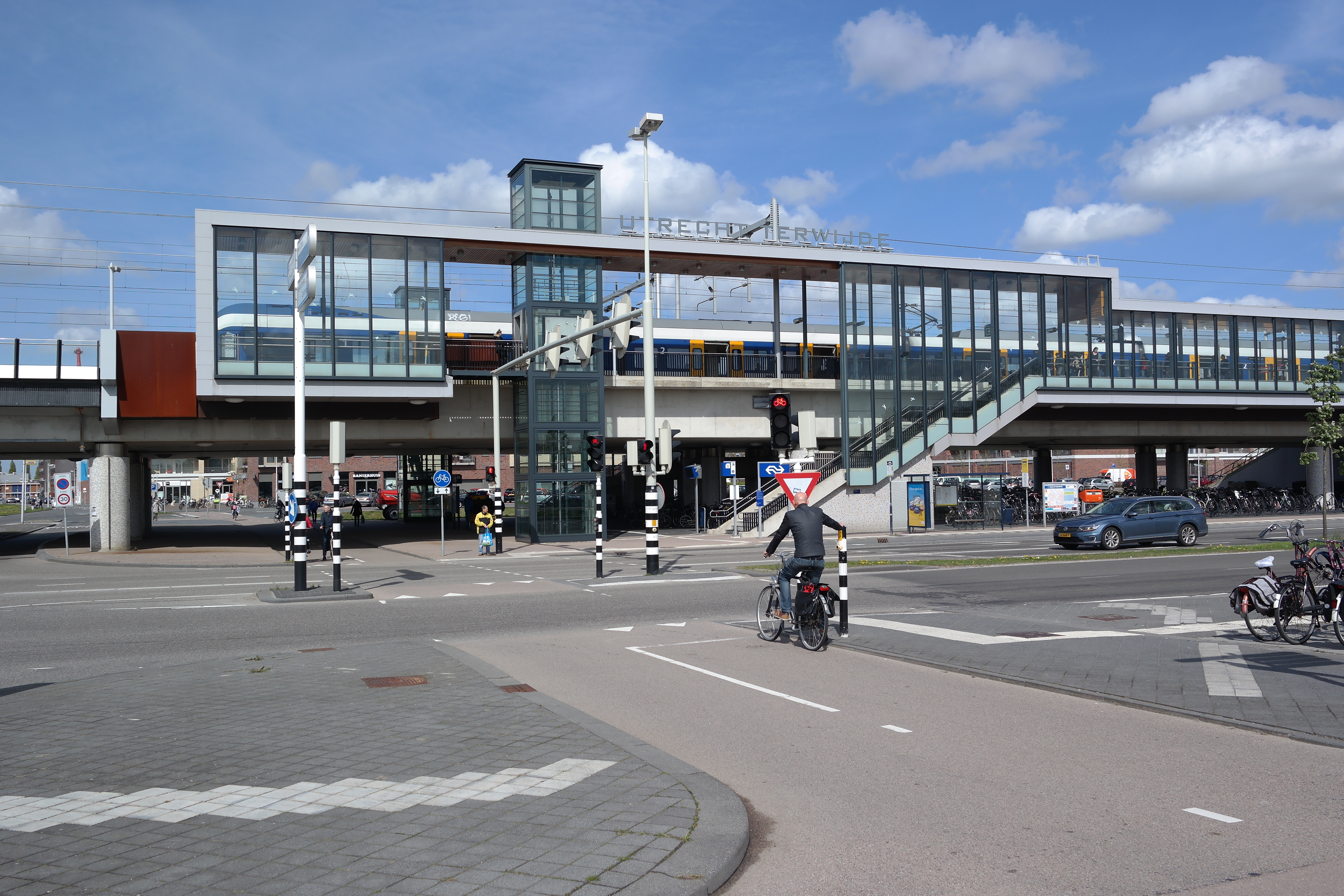
Station Utrecht Terwijde
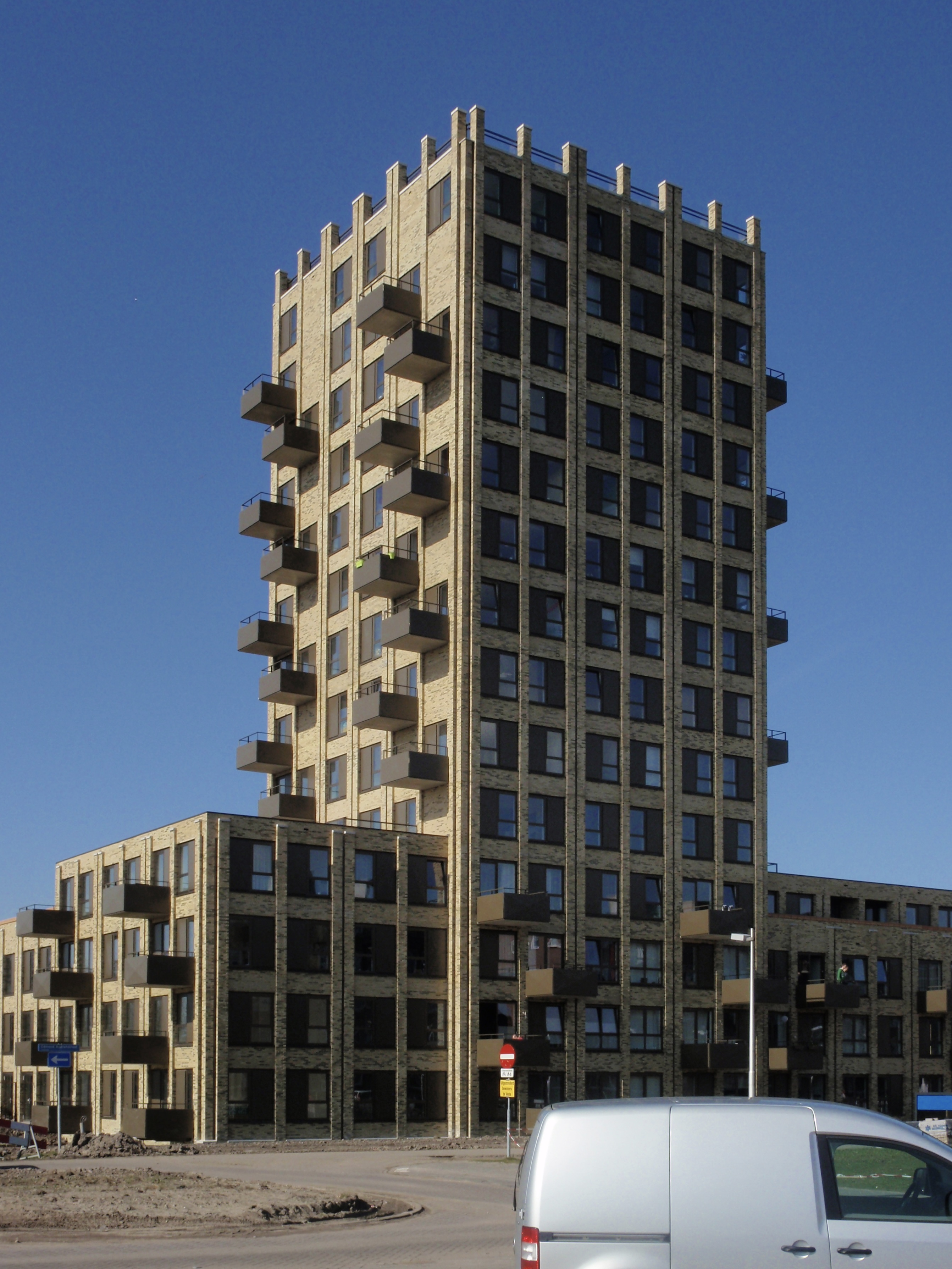
Woontoren De Torenveste

Grauwaart · Hoge Weide · Langerak · Leeuwesteyn · Leidsche Rijn Centrum · Papendorp · Parkwijk · Rijnvliet · Strijkviertel · Terwijde · De Wetering · Het Zand